# Eric Peterson

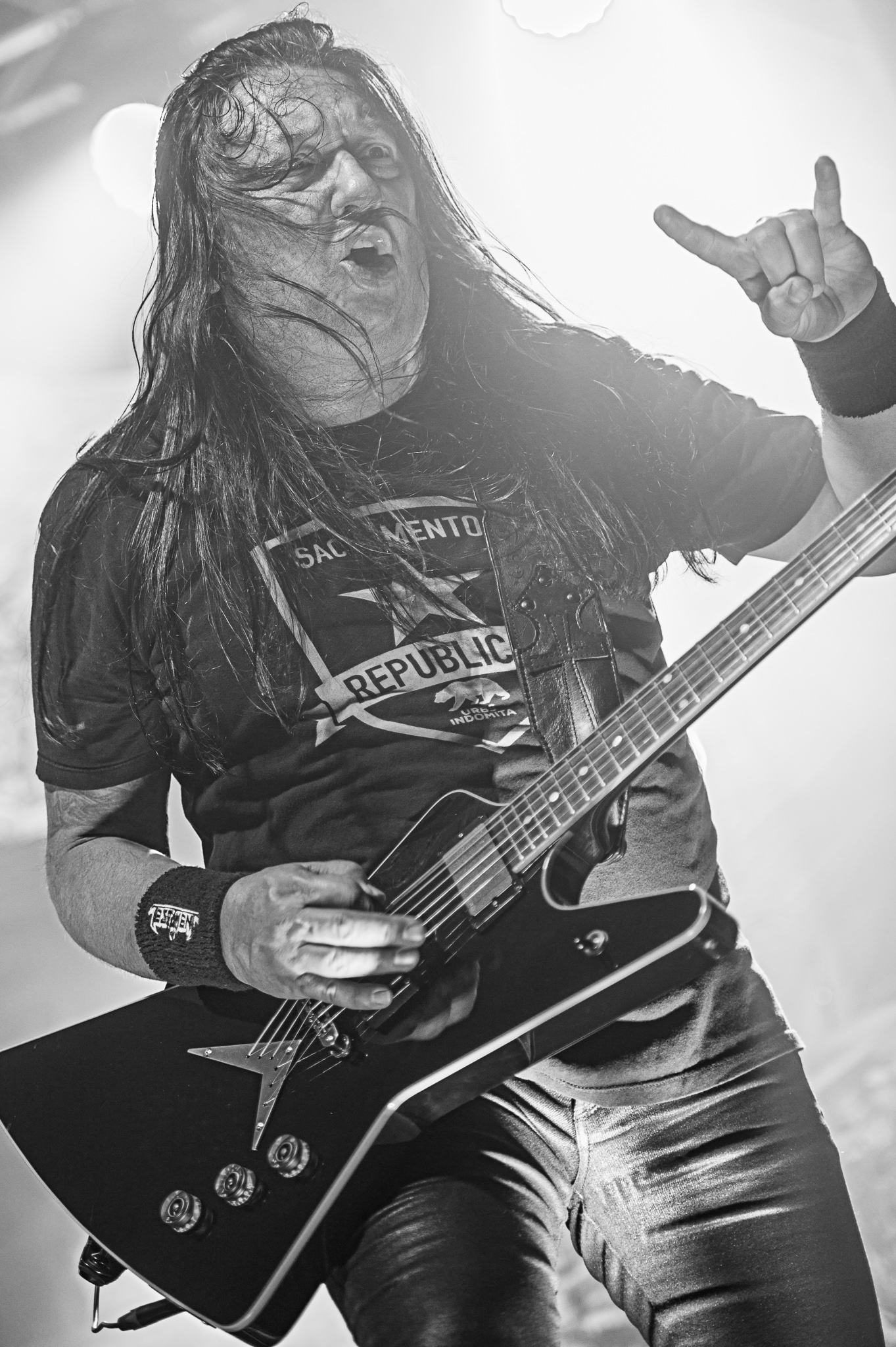
Peterson mit Testament, 2017

Eric Peterson (* 14. Mai 1964 in Alameda, Kalifornien) ist ein US-amerikanischer Gitarrist. Bekannt wurde er durch seine Aktivität als einer der Hauptsongwriter und einziges konstantes Mitglied der Thrash-Metal-Band Testament. Zudem gründete er 2001 seine Black-Metal-Band Dragonlord. Hier übernahm er neben der Gitarre auch den Gesang.

## Werdegang
Peterson wurde in Alameda geboren, wuchs aber in Lafayette auf. Die Eltern seines Vaters waren Einwanderer aus Schweden, seine Mutter Mexikanerin, die von Apache-Indianern abstammte. Seine Einflüsse waren Bands wie Black Sabbath, Led Zeppelin und Creedence Clearwater Revival, später die Scorpions, Iron Maiden, Angel Witch und Judas Priest. In der 1983 gegründeten Band Testament, die zunächst als Legacy bekannt waren, war Peterson ursprünglich nur Rhythmus-Gitarrist, wohingegen Alex Skolnick die Leadgitarre übernahm. Dennoch war Peterson ständig einer der wichtigsten Songschreiber der Band, insbesondere nach Skolnicks Ausstieg. Inzwischen übernimmt Peterson auch viele Lead-Parts, z. B. auf The Formation of Damnation.
2001 gründete Peterson u. a. mit Steve DiGiorgio (Testament) Dragonlord und veröffentlichte zwei Alben mit der Band. 2005 spielte Peterson auch auf dem Album Vermin der Band Old Man’s Child.

## Diskografie

### Mit Legacy
- Demo 1 (1984)
- Demo 2 (1985)

### Mit Testament
- siehe Abschnitt „Diskografie“ im Artikel Testament

### Mit Dragonlord
- Rapture (2001)
- Black Wings of Destiny (2005)

### Als Gastmusiker
- Old Man’s Child – Vermin (2005)